# Dougie Thomson

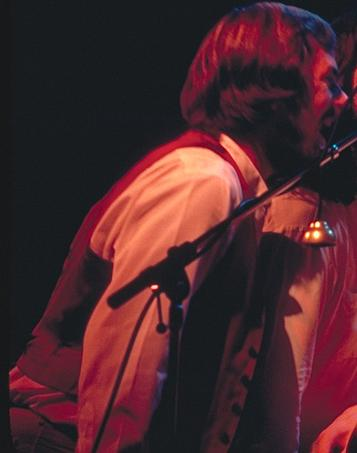
Dougie Thomson (1980)

Douglas Campbell „Dougie“ Thomson (* 24. März 1951 in Glasgow) ist ein schottischer Musiker. Er ist als der ehemalige Bassgitarrist der Rockband Supertramp bekannt.

## Karriere
Thomsons Karriere begann im August 1969, als er der Glasgower Band The Beings beitrat. Im September 1971 trat er dann dem The Alan Bown Set bei. Dort traf er auf John Helliwell, den späteren Supertramp-Saxophonisten. Im Februar 1972 bewarb sich Thomson dann für Supertramp und spielte temporär bei mehreren Auftritten mit. 1973 blieb er dann dauerhaft bei Supertramp und half außerdem beim Management mit, er unterstützte dabei Dave Margereson. Außerdem schaffte er es, John Helliwell zu überreden, der Band beizutreten.
Thomson spielte bei allen der bekanntesten Supertramp-Alben mit: Crime of the Century, Crisis? What Crisis?, Even in the Quietest Moments, Breakfast in America, Paris, “…famous last words…”, Brother Where You Bound und Free as a Bird.
Supertramp wurde 1988 aufgelöst, 1997 gab es die Wiedervereinigung, allerdings nahm Thomson daran nicht mehr teil, er wurde durch Cliff Hugo ersetzt. Er arbeitet im JBM Management, verwaltet Bands wie New Sense, Disturbed, The Fags und Dark New Day.
Thomson ist aktiver Seemann und besitzt mehrere Yachten. Er hat vier Kinder: Laura, James, Kyle und Emma. Kyle spielt für einen Elite-Fußball-Verein in den USA, den Sockers F.C.